# Konizacja szyjki macicy
Konizacja szyjki macicy – metoda diagnostyczna lub diagnostyczno-lecznicza wycięcia stożka tkanki z części pochwowej szyjki macicy. Rutynowo wykonuje się po niej wyłyżeczkowanie kanału szyjki. Wskazaniem do konizacji jest nieprawidłowy obraz cytologiczny, nieprawidłowy obraz histologiczny pobranego wcześniej bioptatu części pochwowej szyjki lub nieprawidłowy wynik kolposkopii. 